# ميشا بيرلينسكي
ميشا بيرلينسكي (بالإنجليزية: Mischa Berlinski)‏ (1973)؛ روائي أمريكي. درس في جامعة كاليفورنيا.